# Dietrich von Horn (Autor)
Dietrich von Horn (* 1944 in Hohenstein, Kreis Eckernförde) ist ein deutscher Künstler und Autor.

## Leben und Schaffen
Dietrich von Horn studierte von 1968 bis 1971 Pädagogik mit dem Schwerpunkt Kunst und arbeitete als Lehrer an der Grund- und Hauptschule Bargteheide-Land (heute Johannes-Gutenberg Schule). 1976 war er Gründungsmitglied des Bargteheider Kunstkreises und stellte seine Werke auf Ausstellungen im Bargteheide Stellwerk, kleinen Theater, Ahrensburger "Galerie Schwarzbrot", Eckernförde, Bad Oldesloe, Hamburg und Deville-les-Rouen aus.
2012 gewann Dietrich von Horn den "Hamburger Abendblatt-Romanwettbewerb" mit seinem Episodenroman "Aber sonst ist eigentlich nicht viel passiert". Hierin schildert er die Bewohner eines fiktiven Dorfes hoch im Norden. 2013 erschien sein zweiter Roman "Immer is' was", der collagenartig von der Suche eines Heranwachsenden nach dem Sinn des Lebens erzählt.

## Publikationen
- Dietrich von Horn: Oma, Opa, kann ich ein Eis?! Vom Glück, Enkelkinder zu haben, Schwarzkopf & Schwarzkopf Verlag, 2017
- Dietrich von Horn: Immer is' was, Roman, 168 Seiten, ISBN 978-3-95445-012-1, Ch. Schroer, Lindlar 2013
- Dietrich von Horn: Aber sonst ist eigentlich nicht viel passiert, Roman, 168 Seiten, ISBN 978-3-8424-9596-8, tredition, Hamburg 2012
- Dietrich von Horn und Hein-Dirk Stünitz: Squash : Ausrüstung, Technik, Regeln, 96 Seiten, ISBN 3-8068-0539-3, Falken, Niedernhausen/Ts., 1990 [Nachaufl.]
- Dietrich von Horn: 111 Gründe, Lehrer zu Sein